# Visio Karoli Grossi

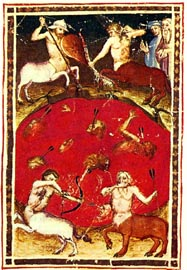
„Wzdłuż krawędzi cynobrowego wrzenia (...) widziałem ludzi zanurzonych aż po brwi” – Dante, Inferno, Canto XII, 98–100
Anonimowy obraz florencki, ok. 1400 roku.

Visio Karoli Crassi lub Visio Karoli Grossi (co oznacza Wizja Karola Grubego), zwana także Visio Karoli (Tertii) Imperatoris (Wizja [cesarza] Karola III) – anonimowe dzieło prozy łacińskiej z około 900 r. Skomponowano ją w Reims i przedstawia opowieść o cesarzu Karolu Grubym, który zostaje ostrzeżony przez swoich przodków w czasie wizji. Przepowiadają mu nadchodzący upadek jego dynastii, Karolingów.
Dzieło zostało wykonane w Reims lub w jego pobliżu, prawdopodobnie przez kogoś z kręgu Fulka Czcigodnego, arcybiskupa Reims, ponieważ Visio przypisuje przetrwanie linii Karolingów wstawiennictwu świętych Piotra i Remigiusza (patrona Reims). Fulko był także jednym ze stronników Karolingów w 888 roku. Wśród dzieł, które prawdopodobnie wywarły wpływ na Wizję Karola Grubego, można wyróżnić Devisione Bernoldi presbyteri napisane przez Hincmara z Reims w połowie IX wieku.
Wśród przodków, którzy pojawiają się Karolowi w czasie wizji są: jego ojciec Ludwik Niemiec, wuj Lotar I, oraz kuzyn Ludwik Młodszy. Odwiedza go również córka Ludwika Młodszego, Ermengarda, z mężem Boso i synem Ludwikiem Prowansalskim. Karol uznał prawo tego ostatniego do odziedziczenia Prowansji po śmierci Boso 11 stycznia 887 r., jednakże sam Karol został obalony w listopadzie tego roku i zmarł w styczniu 888 r., pozostawiając młodego Ludwika i jego matkę bez obrońcy. Wydaje się, że Visio zostało napisane jako wsparcie roszczeń młodego Ludwika Prowansalskiego.
Visio był szeroko rozpowszechniany w okresie od IX do XV wieku, zwłaszcza w późnym średniowieczu (XI–XIII w.). Różne wersje utworu zostały włączone do Gesta Regum Anglorum Williama z Malmesbury, Chronicon Centulense Hariulfa z Oudenbourga, czy anonimowych Annals of Saint Neots jako informacje historyczne. Od czasu Wilhelma i Hariulfa opowieść została wyodrębniona i umieszczona w Kronice Helinanda z Froidmont pod rokiem 888 oraz w Speculum historiale Wincentego z Beauvais. Pełne angielskie tłumaczenie Visio zostało zawarte w Narodzinach czyśćca Jacquesa Le Goffa jako dowód na to, że już w IX wieku istniała potrzeba istnienia królestwa leżącego pomiędzy piekłem a rajem (tj. czyśćca), w którym dobrzy ludzie mogliby doświadczać życia ostatecznego.
Visio mogło być również inspiracją dla Dantego Alighieri. W swojej Boskiej komedii (Inferno, XII, 100–126), w siódmym kręgu piekła, Dante, prowadzony przez Wergiliusza i Nessusa, odwiedza grzeszników, tiranni / che dier nel sangue e ne l’aver di piglio („tyranów / którzy zajmowali się rozlewem krwi i grabieżą”), którzy są zanurzeni na różnych głębokościach we wrzącej wodzie. Kara ta nie była typowo przypisywana w czasach Dantego takim grzesznikom, za to Visio przypisuje ją tym, którzy facere praelia et homicidia et rapinas pro cupiditate terrena („toczyli bitwę, mordowali i gwałcili z powodu ziemskiej chciwości”). Theodore Silverstein, który jako pierwszy zidentyfikował związek między Boską Komedią a Visio, sugeruje, że widoczne zainteresowanie Dantego współczesną mu polityką, zwróciłoby jego uwagę na dzieło takie jak Wizja. Jego popularność pozwala sądzić, że Dante miałby do niego dostęp.

## Źródła
- Dutton, Paul Edward (1994). The Politics of Dreaming in the Carolingian Empire. Lincoln: University of Nebraska Press. ISBN 0-8032-1653-X.
- Gardiner, Eileen, Visions of Heaven and Hell Before Dante (New York: Italica Press, 1989), pp. 129–33, zawiera angielskie tłumaczenie łacińskiego tekstu.
- Le Goff, Jacques; Goldhammer, Arthur, tr. (1986). The Birth of Purgatory. Chicago: University of Chicago Press. ISBN 0-226-47083-0.
- Lewis, Andrew W. (1981). Royal Succession in Capetian France: Studies on Familial Order and the State. Cambridge, Massachusetts: Harvard University Press. ISBN 0-674-77985-1.
- MacLean, Simon (2003). Kingship and Politics in the Late Ninth Century: Charles the Fat and the end of the Carolingian Empire. Cambridge: Cambridge University Press.
- Schutz, Herbert (2004). The Carolingians in Central Europe, Their History, Arts, and Architecture: A Cultural History of Central Europe, 750–900. Leiden: Brill Publishers. ISBN 90-04-13149-3.
- Silverstein, Theodore (1936). „Inferno, XII, 100–126, and the Visio Karoli Crassi”. Modern Language Notes, 51:7 (Nov.), pp. 449–452.
- Silverstein, Theodore (1939). „The Throne of the Emperor Henry in Dante’s Paradise and the Mediaeval Conception of Christian Kingship”. Harvard Theological Review, 32:2 (Apr.), pp. 115–129.